# Peter Wilding
Peter Wilding  (1907-1969) fue un experto lingüista, coleccionista, diseñador, biógrafo y pianista. Es conocido por sus diseños en colaboración con Cartier y su colección de platería londinense.

## Biografía
En su faceta como escritor publicó una biografía de Thomas Cromwell y una selección de vidas de aventureros del siglo dieciocho: John Law, Alexandre de Bonneval, Teodoro de Neuhoff, James Keith, Giacomo Casanova y Giuseppe Balsamo. Además escribió un libro sobre la platería inglesa, de la que era un importante coleccionista.

Durante la Segunda Guerra Mundial, a pesar de no ser militar, fue director de las secciones NID 2 y NID 9 de la inteligencia naval británica, dedicadas al estudio de las flotas de Norteamérica y Sudamérica, y a las comunicaciones por radio, respectivamente.

Tras la guerra, se trasladó a la isla de Tobago por razones de salud, donde se dedicó al cultivo del coco y el cacao. Durante sus últimos años estuvo viviendo en la ciudad de Algeciras y encargó cajas de oro a Cartier Londres, en cuyo diseño participó, en colaboración con el diseñador de la marca, Ruper Emmerson.

Su colección de platería de los siglos XVII y XVIII, realizada por artesanos hugonotes franceses afincados en Londres, junto con su colección de diseños para Cartier, fue donada tras su muerte a la colección del British Museum.

## Obra
- Thomas Cromwell. London, Ed. W. Heinemann, 356 pp. 1935.
- Adventurers in the Eighteenth Century. London, Cresset Press Ltd., 1937.
- An Introduction to English Silver. London, Art & Technics Ltd., 119 pp., 1950.